# ليتلويك غرين (باركشير)
ليتلويك غرين (بالإنجليزية: Littlewick Green)‏ هي قرية تقع في المملكة المتحدة في جنوب شرق إنجلترا.